# George Hu

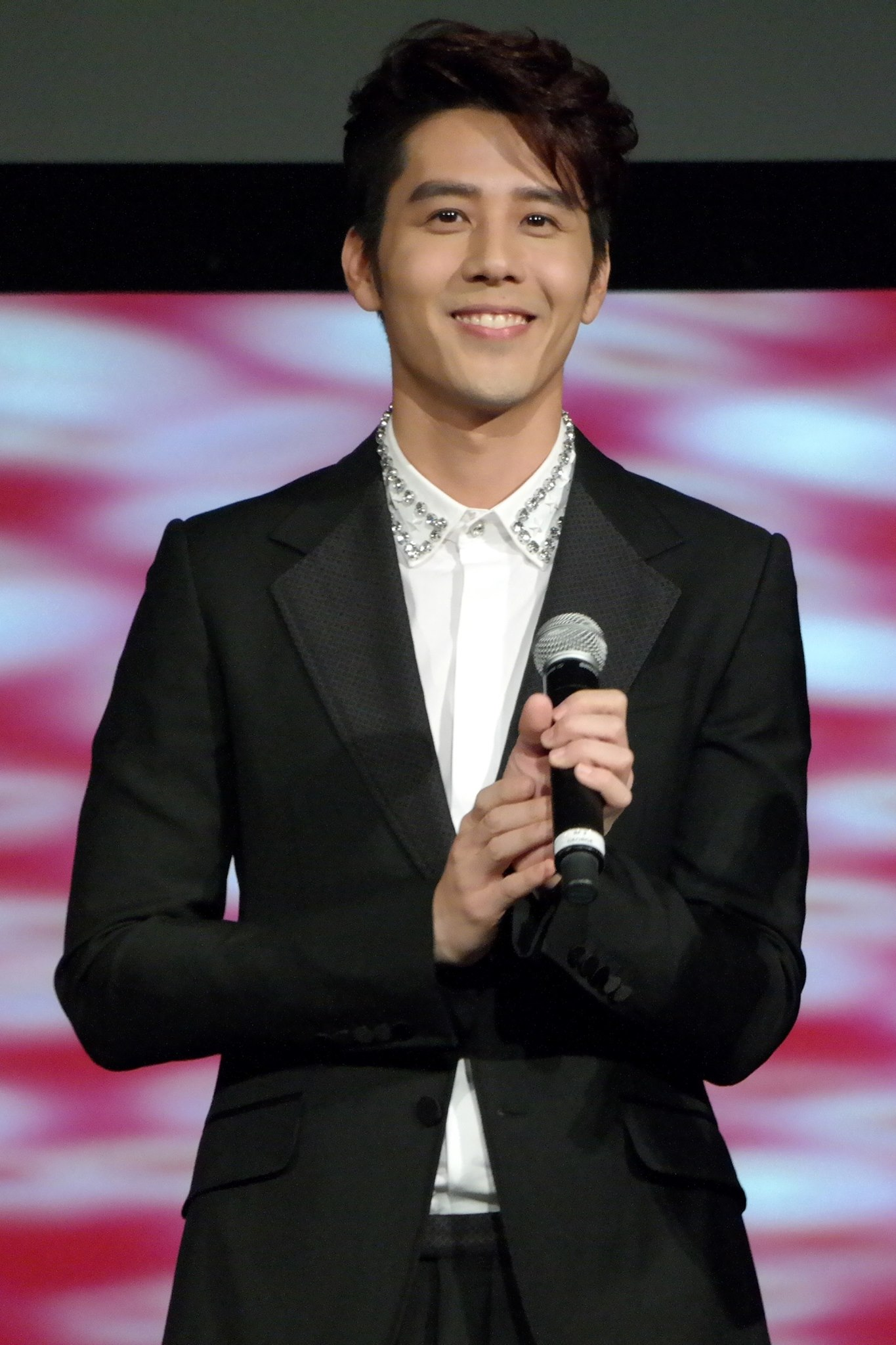
George Hu

George Hu (Chinees: t=胡宇崴) (New York, 24 juli 1982) is een Taiwanees acteur. 

## Televisieseries
- Superstar Express als Jia Sen (2008/2009)
- Hot Shot als Mi Qi Lin (2008)
- Romantic Princess als Nan Feng Lin (2007)
- The X-Family als Shen Xing Zhe (2007)
- Love At First Sight als Lei Sheng Da (2007)
- Emerald on the Roof als He Qing Zhu (2006)